# ファビアナ・オリベイラ
ファビアナ・アルヴィム・デ・オリベイラ（Fabiana Alvim de Oliveira, 1980年3月7日 - ）は、ブラジルの元女子バレーボール選手。リオデジャネイロ出身。ポジションはリベロ。元ブラジル代表。愛称はファビ。

## 来歴
2001年、ブラジル代表に初選出。2006年世界選手権、2007年ワールドカップに出場し、銀メダルを獲得した。
2008年北京オリンピックではブラジル女子初の金メダル獲得に貢献した。
準優勝の2009年ワールドグランドチャンピオンズカップではベストリベロ賞を受賞した。2012年のロンドンオリンピックでも、チーム2連覇に大きく貢献した。
2014年6月、ブラジル代表からの引退を発表した。
2018年に現役引退。引退後はスポーツコメンテーターとして活動している。

## 人物
- 妻のJulia Silvaが体外受精を経て2019年に女児を出産し、母親となった[2][3][4]。

## 球歴
- オリンピック - 2008年（金メダル）、2012年
- 世界選手権 - 2006年（銀メダル）、2010年（銀メダル）
- ワールドカップ - 2007年（銀メダル）、2011年
- ワールドグランプリ - 2005年、2006年、2008年、2009年、2010年、2011年、2012年、2013年
- ワールドグランドチャンピオンズカップ - 2001年、2005年、2009年、2013年

## 受賞歴
- 2008年 北京五輪 ベストリベロ賞
- 2009年 モントルーバレーマスターズ ベストリベロ賞
- 2009年 南米選手権 MVP、ベストレシーバー賞
- 2009年 グラチャン ベストリベロ賞
- 2011年 パンアメリカンカップ　 ベストレシーバー賞
- 2011年 ワールドグランプリ  ベストディガー賞
- 2011年 ワールドカップ  ベストレシーバー賞[5]
- 2013年 ワールドグランプリ ベストリベロ賞
- 2016年 世界クラブ選手権 ベストリベロ賞
- 2017年 バレーボール南米クラブ選手権 ベストリベロ賞

## 所属クラブ
- Flamengo（1993-1998年）
- Macaé（1998-2000年）
- Vasco（2000-2001年）
- Campos（2001-2005年）
- レクソーナ・アデス（2005-2018年）